# Hesperantha umbricola
Hesperantha umbricola är en irisväxtart som beskrevs av Peter Goldblatt. Hesperantha umbricola ingår i släktet Hesperantha och familjen irisväxter. Inga underarter finns listade i Catalogue of Life.